# Saison 2021 de l'équipe cycliste Total Direct Énergie
La saison 2021 de l'équipe cycliste Direct Énergie est la vingt-deuxième de cette équipe.

## Préparation de la saison 2020

### Sponsors et financement de l'équipe
Le principal sponsor de l'équipe est Direct Énergie. Le conseil départemental de la Vendée continue à soutenir l'équipe, ainsi que Harmonie mutuelle et Akéna Vérandas.

### Arrivées et départs
| Arrivées                          | Équipe 2020            |
| --------------------------------- | ---------------------- |
| Edvald Boasson Hagen              | NTT Pro Cycling        |
| Víctor de la Parte                | CCC Team               |
| Fabien Doubey Circus-Wanty Gobert |                        |
| Alexandre Geniez                  | AG2R La Mondiale       |
| Pierre Latour                     | AG2R La Mondiale       |
| Christopher Lawless               | Ineos Grenadiers       |
| Cristian Rodríguez                | Caja Rural-Seguros RGA |
| Alexis Vuillermoz                 | AG2R La Mondiale       |

| Départs          | Équipe 2021                        |
| ---------------- | ---------------------------------- |
| Rein Taaramäe    | Intermarché-Wanty Gobert Matériaux |
| Jonathan Hivert  | B&B Hotels-KTM                     |
| Lilian Calmejane | AG2R Citroën                       |
| Pim Ligthart     | Retraite                           |
| Romain Cardis    | Saint Michel-Auber 93              |
| Simon Sellier    | Retraite                           |

## Effectif
| Effectif 2021                  | Effectif 2021     | Effectif 2021 | Effectif 2021                               |
| Cycliste                       | Date de naissance | Pays          | Équipe précédente                           |
| ------------------------------ | ----------------- | ------------- | ------------------------------------------- |
| Edvald Boasson Hagen           | 17 mai 1987       | Norvège       | NTT Pro Cycling (2020)                      |
| Niccolò Bonifazio              | 29 octobre 1993   | Italie        | Bahrain-Merida (2018)                       |
| Leonardo Bonifazio             | 20 mars 1991      | Italie        | U.C. Trevigiani Energiapura Marchiol (2019) |
| Mathieu Burgaudeau             | 17 novembre 1998  | France        | Vendée U Pays de la Loire (2018)            |
| Jérémy Cabot                   | 24 juillet 1991   | France        | SCO Dijon (2019)                            |
| Jérôme Cousin                  | 5 juin 1989       | France        | Cofidis, Solutions Crédits (2017)           |
| Víctor de la Parte             | 22 juin 1986      | Espagne       | CCC Team (2020)                             |
| Fabien Doubey                  | 21 octobre 1993   | France        | Circus-Wanty Gobert (2020)                  |
| Valentin Ferron                | 8 février 1998    | France        | Vendée U Pays de la Loire (2020)            |
| Marlon Gaillard                | 9 mai 1996        | France        | Vendée U Pays de la Loire (2019)            |
| Damien Gaudin                  | 20 août 1986      | France        | Armée de terre (2017)                       |
| Alexandre Geniez               | 16 avril 1988     | France        | AG2R La Mondiale (2020)                     |
| Fabien Grellier                | 31 octobre 1994   | France        | Vendée U (2015)                             |
| Pierre Latour                  | 12 octobre 1993   | France        | AG2R La Mondiale (2020)                     |
| Christopher Lawless            | 4 novembre 1995   | Royaume-Uni   | Ineos Grenadiers (2020)                     |
| Florian Maitre                 | 3 septembre 1996  | France        | Vendée U Pays de la Loire (2019)            |
| Lorrenzo Manzin                | 26 juillet 1994   | France        | Vital Concept-B&B Hotels (2019)             |
| Paul Ourselin                  | 13 avril 1994     | France        | Vendée U Pays de la Loire (2016)            |
| Adrien Petit                   | 26 septembre 1990 | France        | Cofidis, Solutions Crédits (2015)           |
| Cristian Rodríguez             | 3 mars 1995       | Espagne       | Caja Rural-Seguros RGA (2020)               |
| Romain Sicard (1 janv.–9 avr.) | 1 janvier 1988    | France        | Euskaltel Euskadi (2013)                    |
| Julien Simon                   | 4 octobre 1985    | France        | Cofidis, Solutions Crédits (2019)           |
| Geoffrey Soupe                 | 22 mars 1988      | France        | Cofidis, Solutions Crédits (2019)           |
| Niki Terpstra                  | 18 mai 1984       | Pays-Bas      | Quick-Step Floors (2018)                    |
| Anthony Turgis                 | 16 mai 1994       | France        | Cofidis, Solutions Crédits (2018)           |
| Dries Van Gestel               | 30 septembre 1994 | Belgique      | Sport Vlaanderen-Baloise (2019)             |
| Alexis Vuillermoz              | 1 juin 1988       | France        | AG2R La Mondiale (2020)                     |
|                                |                   |               |                                             |
| Source : ProCyclingStats       |                   |               |                                             |

- Stagiaires

À partir du 1er août 2020
| Cycliste          | Date de naissance | Nationalité | Équipe 2020 |  |
| ----------------- | ----------------- | ----------- | ----------- |  |
| Thomas Bonnet     | 13 septembre 1998 | France      | Vendée U    |  |
| Émilien Jeannière | 26 septembre 1998 | France      | Vendée U    |  |
| Alan Jousseaume   | 3 août 1998       | France      | Vendée U    |  |

## Bilan de la saison

### Victoires

#### Sur route
| Date       | Course                               | Pays     | Classe | Vainqueur          |
| ---------- | ------------------------------------ | -------- | ------ | ------------------ |
| 24/01/2021 | Grand Prix de Valence                | Espagne  | 1.2    | Lorrenzo Manzin    |
| 02/05/2021 | 3e étape du Tour des Asturies        | Espagne  | 1.1    | Pierre Latour      |
| 05/05/2021 | 4e étape du Tour du Rwanda           | Rwanda   | 2.1    | Valentin Ferron    |
| 09/05/2021 | 8e étape du Tour du Rwanda           | Rwanda   | 2.1    | Cristian Rodríguez |
| 09/05/2021 | Classement général du Tour du Rwanda | Rwanda   | 2.1    | Cristian Rodríguez |
| 15/08/2021 | Grand Prix Jef Scherens              | Belgique | 1.1    | Niccolò Bonifazio  |

### Résultats sur les courses majeures
Les tableaux suivants représentent les résultats de l'équipe dans les principales courses du calendrier international dans lesquelles l'équipe bénéficie d'une invitation (les cinq classiques majeures et les trois grands tours). Pour chaque épreuve est indiqué le meilleur coureur de l'équipe, son classement ainsi que les accessits glanés par Direct Énergie sur les courses de trois semaines.